# Їржі Голечек
Їржі Голечек (чеськ. Jiří Holeček; нар. 18 березня 1944, Прага, Протекторат Богемії і Моравії) — чехословацький хокеїст, воротар.
Триразовий чемпіон світу. Член зали слави ІІХФ (1998) та зали слави чеського хокею. Один з найкращих гравців чехословацького та світового хокею 70-х років двадцятого століття.

## Клубна кар'єра
В чемпіонаті Чехословаччини грав за ВСЖ із м. Кошиці (1963–1973) та празьку «Спарту» (1973–1978). Всього в лізі провів 488 матчів. В 1974 році був визнаний найкращим хокеїстом року у Чехословаччині.
Завершував виступи на хокейному майданчику у другій німецькій бундеслізі. Грав за команди «Мюнхен-70» (1978–1980) та «Ессен» (1980–1981).

## Виступи у збірній
В національній збірній грав з 1966 по 1978 рік. На Олімпіаді у Саппоро здобув бронзову нагороду. Через чотири роки у Інсбруку — срібну. Тричі здобував золоті нагороди на світових чемпіонатах, чотири — на чемпіонатах Європи. На п'яти турнірах визнавався найкращим воротарем. П'ять разів обирався до символічної збірної на чемпіонатах світу. Фіналіст Кубка Канади 1976 (5 матчів). На світових чемпіонатах та Олімпійських іграх провів 72 матчі, а всього у складі національної збірної — 164 матчі.

## Тренерська діяльність
В 1982 році розпочав тренувати молодих воротарів. З 2004 року працює в спеціалізованій воротарській академії.

## Нагороди та досягнення

### Командні
| Нагороди                 | Команда          | Кіл. | Роки                         |
| ------------------------ | ---------------- | ---- | ---------------------------- |
| Олімпійські ігри         |                  |      |                              |
| Срібло                   | Чехословаччина   | 1    | 1976                         |
| Бронза                   | Чехословаччина   | 1    | 1972                         |
| Чемпіонат світу          |                  |      |                              |
| Золото                   | Чехословаччина   | 3    | 1972, 1976, 1977             |
| Срібло                   | Чехословаччина   | 5    | 1966, 1971, 1974, 1975, 1978 |
| Бронза                   | Чехословаччина   | 1    | 1973                         |
| Кубок Канади             |                  |      |                              |
| Срібло                   | Чехословаччина   | 1    | 1976                         |
| Чемпіонат Європи         |                  |      |                              |
| Золото                   | Чехословаччина   | 4    | 1971, 1972, 1976, 1977       |
| Срібло                   | Чехословаччина   | 4    | 1966, 1974, 1975, 1978       |
| Бронза                   | Чехословаччина   | 2    | 1967, 1973                   |
| Чемпіонат Чехословаччини |                  |      |                              |
| Срібло                   | «Спарта» (Прага) | 1    | 1974                         |
| Бронза                   | «Спарта» (Прага) | 2    | 1977, 1978                   |

### Особисті
| Нагороди                           | Кіл. | Роки                         |
| ---------------------------------- | ---- | ---------------------------- |
| Найкращий воротар чемпіонату світу | 5    | 1971, 1973, 1975, 1976, 1978 |
| Символічна збірна чемпіонату світу | 5    | 1971, 1972, 1973, 1976, 1978 |
| Золота ключка                      | 1    | 1974                         |
| Член зали слави ІІХФ               | -    | 1998                         |